# Gliese 725
Struve 2398 (Σ 2398, Gliese 725) ist ein Doppelsternsystem im Sternbild Draco. Mit einer Entfernung von rund 11,5 Lichtjahren gehören die Komponenten zu den nächsten bekannten Sternen. Beide Sterne sind Rote Zwerge.
Ihren maximalen Winkelabstand erreichten die Komponenten um 1904 mit 17", seither nimmt ihr Abstand ab. Ein exakter Orbit lässt sich bisher nicht bestimmen; Schätzungen der Umlaufperiode liegen bei 300 bis 400 Jahren.